# رده‌بندی داروهای بارداری

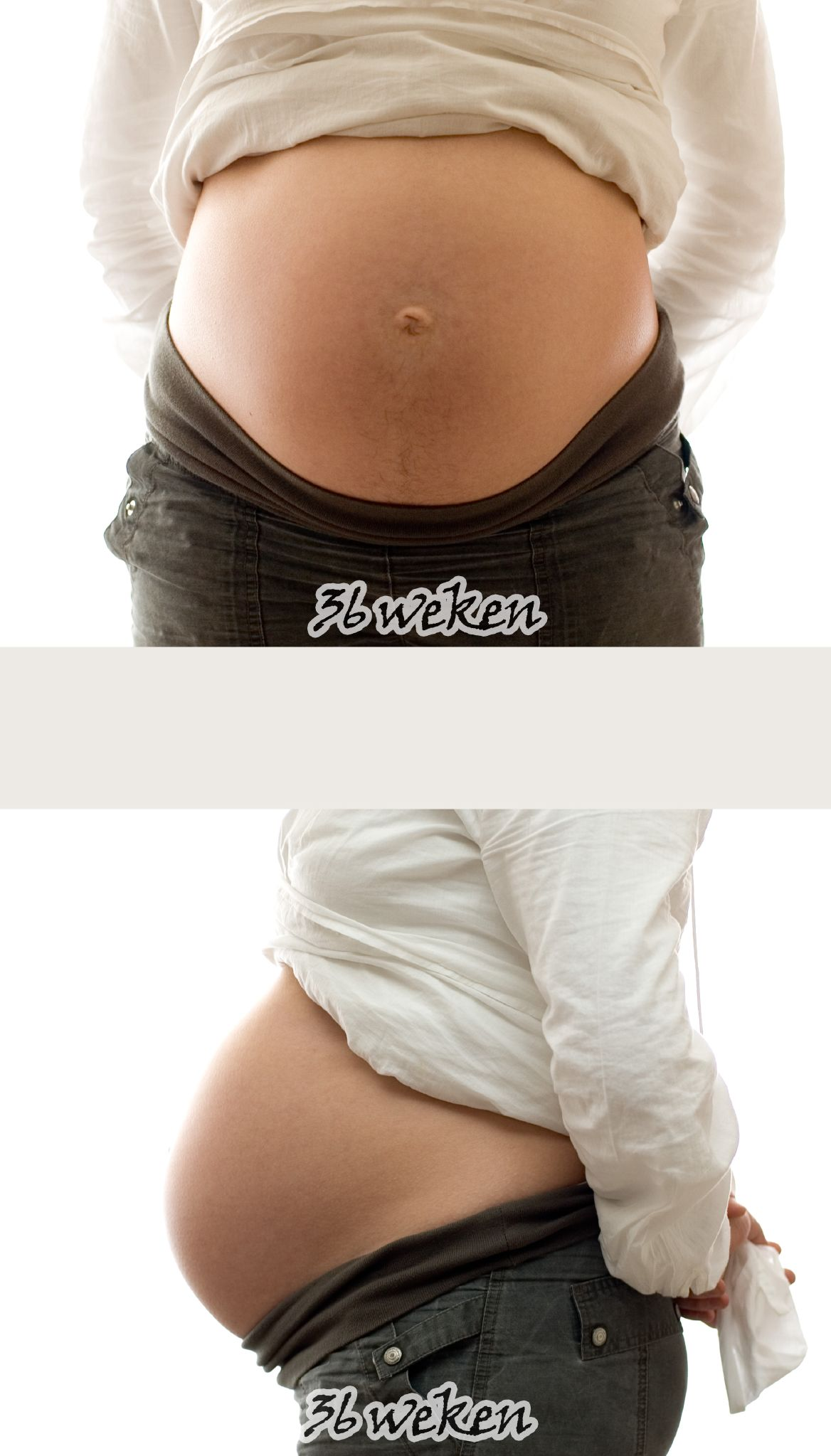
بارداری در هفته ۳۶ ام

رده‌بندی داروهای بارداری (به انگلیسی: Pregnancy Drugs Category)، تخمین میزان خطر آسیب رسیدن به جنین، به دلیل مصرف داروهایی است که توسط مادر در دوران بارداری یا شیردهی مورد استفاده قرار گیرد.
هر داروی دارای اطلاعات مشخصی است که در برگهٔ اطلاعات محصول، ذکر شده‌است.
سازمان غذا و داروی آمریکا (FDA) دارو هارا در ۶ گروه A ,B ،C ,D ،X و N دسته‌بندی کرده‌است که هر طبقه شامل داروهاست که هر کدام ممکن است اثرات متفاوتی را بروی جنین داشته باشد. داروهای گروه A بی‌خطرترین و گروه X پرخطرترین نوع داروهاست.

## رده بندی داروها در آمریکا
براساس قوانین آمریکا، شرکت‌های دارویی مستلزم آنند که داروهای خاص و محصولات بیولوژیکی را به‌طور خاص برچسب‌گذاری کنند.
طبق عنوان ۲۱، بخش ۲۰۱/۵۷ (۹)از لیست قوانین فدرال، شرکت‌های دارویی از الزامات خاصی مربوط به برچسب زدن داروها با توجه به اثرات آن بر جمعیت باردار دارد، برخوردارند و شامل یک تعریف از "رده بارداری" است. این قوانین توسط سازمان غذا و داروی آمریکا اعمال می‌شود.
سازمان غذا و دارو برای تکمیل این اطلاعات، قوانینی اضافی دربارهٔ برچسب زدن به داروها، هنگام مصرف در دوران شیردهی را منتشر می‌کند.
سازمان غذا و دارو، نمی‌تواند تمام مواد خطرناک و غیر خطرناک را با برچسب زدن تنظیم کند. 
بسیاری از مواد، از جمله الکل، به‌طور گسترده‌ای باعث ایجاد خطرات جدی برای زنان باردار و جنین آن‌ها دارد، سندرم الکل جنین از جملهٔ آنهاست. بسیاری از دیگر آلاینده‌ها و مواد خطرناک نیز به علت آسیب‌های زیاد در دوران بارداری و شیردهی شناخته شده‌اند.
با این حال، برخی از این موارد مشمول قوانین برچسب زدن داروها نمی‌شوند،بنابراین هیچ برچسب‌گذاری روی آن‌ها اعمال نمی‌شود و به همین دلیل رده بارداری آن‌ها تعیین نشده‌است.

علاوه بر این رده بندی ها، موارد دیگری نیز وجود دارد که باید در هنگام مصرف دارو در دوران بارداری به آنها توجه شود. برخی از داروها در یک مرحله از بارداری خطرناک تر از مراحل دیگر هستند. مصرف برخی داروها در اوایل بارداری خطرناک تر از اواخر بارداری است. برخی از بیماری های مادر می توانند خطر مصرف برخی داروها را افزایش دهند.

## طبقه بندی FDA درباره‌ی رده بندی دارو در دوران بارداری
گروه A :
در این گروه از داروها، مطالعات کافی روی زنان باردار انجام شده‌است و نتایج حاصل از مطالعات بیانگر عدم مشاهدهٔ خطر در سه ماهه اول بارداری بر روی جنین است. به این گروه از دارو، داروهای مجاز در دوران بارداری گویند.

 گروه B : 
در این گروه از داروها، مطالعات بر روی حیوانات باردار نشانگر این بود که دارو خطری بر روی جنین ندارد، اما مطالعات کافی روی زنان باردار برای میزان خطر روی جنین در سه ماهه اول بارداری انجام  نشده است.

 گروه C :
در این گروه از داروها، مطالعات بر روی حیوانات باردار نشانگر این بود که دارو روی جنین اثرات جانبی دارد، اما مطالعات کافی روی انسان‌ها در انجام  نشده است. در صورتی که منافع استفاده از دارو برای زنان باردار از مضرات دارو بیشتر باشد، ممکن است دارو تجویز شود.

 گروه D : 
در این گروه از داروها، مطالعات و نتایج حاصل از آن بیانگر وجود خطر برای جنین انسان است. زمانی که استفاده از دارو برای زنان باردار اجتناب‌ناپذیر است و خطرات احتمالی پذیرفته شده‌است، پزشک دارو را تجویز می‌کند.

 گروه X  :
این گروه از داروها، بیانگر ایجاد اختلالات، آسیب‌ها و ناهنجاری‌های روی جنین بوده‌است. به دلیل آسیب به جنین و خطر بالای مصرف دارو، مصرف این داروها در دوران بارداری ممنوع است و به آن‌ها داروهای ممنوعه در بارداری می گویند.
گروه N : سازمان FDA تا کنون دارو را در دسته بندی خاصی قرار نداده است .

## رده بندی برخی از داروها
رده‌بندی داروهای مصرف‌شده در دوران بارداری و شیردهی به شرح زیر است:
| طبقه‌بندی برخی از عوامل، بر اساس سازمان FDA                                           | طبقه‌بندی برخی از عوامل، بر اساس سازمان FDA |
| عامل دارویی                                                                          | براساس رده بندی آمریکا                     |
| ------------------------------------------------------------------------------------ | ------------------------------------------ |
| استیل‌سالیسیلیک اسید (آسپرین)                                                         | D (در سه‌ماهٔ سوم)                           |
| آ اس آ                                                                               | D                                          |
| ارگوتامین سی                                                                         | X                                          |
| آموکسی سیلین                                                                         | B                                          |
| آموکسی سیلین با اسید کلوولانیک                                                       | B                                          |
| اریترومایسین                                                                         | B                                          |
| اسپیرونولاکتون                                                                       | D                                          |
| استامینوفن کدئین                                                                     | C                                          |
| استروژن کونژوگه                                                                      | X                                          |
| اکسپکتورانت                                                                          | C                                          |
| اکسپکتورانت کدئین                                                                    | C                                          |
| آلپرازولام                                                                           | D                                          |
| امگا ۳                                                                               | C                                          |
| آلومینیوم ام جی اس                                                                   | C                                          |
| امپرازول                                                                             | C                                          |
| آمی تریپتیلین                                                                        | D                                          |
| آنتی هموروئید                                                                        | C                                          |
| ایبوپروفن                                                                            | B                                          |
| ایزوترتینوئین                                                                        | X                                          |
| ایزوکسوپرین                                                                          | C                                          |
| ایمی پرامین                                                                          | D                                          |
| بتامتازون                                                                            | C                                          |
| بتاهیستین                                                                            | C                                          |
| برم هگزین                                                                            | C                                          |
| بلادونا                                                                              | D                                          |
| بیزاکودیل                                                                            | C                                          |
| بیسموت                                                                               | D                                          |
| پروپرانولول (ایندرال)                                                                | C                                          |
| پرومتازین                                                                            | C                                          |
| سودوافدرین                                                                           | C                                          |
| سفوتاکسیم                                                                            | B                                          |
| دیکلوفناک                                                                            | D (در سه‌ماههٔ سوم)                          |
| ایزوترتینوئین                                                                        | X                                          |
| لفلونومید                                                                            | X                                          |
| لورامید                                                                              | C                                          |
| پاراستامول (استامینوفن)                                                              | C                                          |
| پاروکستین                                                                            | D                                          |
| فینوتیوین                                                                            | D                                          |
| ریفامپیسین                                                                           | C                                          |
| تالیدومید                                                                            | X                                          |
| تئوفیلین                                                                             | C                                          |
| تامازپام                                                                             | X                                          |
| تتراسیکلین                                                                           | D                                          |
| تریامسینولون                                                                         | C                                          |
| پماد آسیکلوویر (برای تبخال)                                                          | C                                          |
| پماد سوختگی                                                                          | N                                          |
| پنی سیلین                                                                            | B                                          |
| پیروکسیکام                                                                           | C                                          |
| تاموکسیفن                                                                            | D                                          |
| تتراسایکلین خوراکی                                                                   | D                                          |
| تتراسایکلین موضعی                                                                    | B                                          |
| ترامادول                                                                             | C                                          |
| ترانکسامیک اسید                                                                      | X                                          |
| تریامترن اچ                                                                          | B                                          |
| تریامسینولون                                                                         | C                                          |
| تریپل سولفا                                                                          | C                                          |
| جمفیبروزیل                                                                           | C                                          |
| جنتامایسین                                                                           | C                                          |
| داکسی پین                                                                            | C                                          |
| داکسی سایکلین                                                                        | D                                          |
| دانازول                                                                              | X                                          |
| دایجستیو                                                                             | C                                          |
| دایمتیکون                                                                            | N                                          |
| دکسترومتورفان                                                                        | B                                          |
| دکسترومتورفان پی                                                                     | C                                          |
| دگزامتازون                                                                           | C                                          |
| دهانشویه بنزیدآمین                                                                   | C                                          |
| دی سیکلومین                                                                          | B                                          |
| دی هیدروارگوتامین                                                                    | X                                          |
| دیازپام                                                                              | D                                          |
| دیفن هیدرامین                                                                        | B                                          |
| دیفن هیدرامین کامپاند                                                                | C                                          |
| دیفنوکسیلات                                                                          | C                                          |
| دیکلوفناک                                                                            | B                                          |
| دیمن هیدرینات                                                                        | B                                          |
| رانیتیدین                                                                            | B                                          |
| ریباویرین                                                                            | X                                          |
| ریوسیگوات                                                                            | X                                          |
| سرترالین                                                                             | C                                          |
| سفالکسین                                                                             | B                                          |
| سفتریاکسون                                                                           | B                                          |
| سفیکسیم                                                                              | B                                          |
| سلکوکسیب                                                                             | B                                          |
| سلکوکسیب                                                                             | D (در سه‌ماهه سوم)                          |
| سلنیوم سولفاید (لوسیون شامپو برای شوره سر)                                           | C                                          |
| سوربیتول                                                                             | C                                          |
| سوکرالفات                                                                            | B                                          |
| سولفاستامید                                                                          | C                                          |
| سیپروترون استات                                                                      | C                                          |
| سیپروترون کامپاند                                                                    | X                                          |
| سیپروفلوکساسین                                                                       | C                                          |
| سیپروهپتادین                                                                         | B                                          |
| سیتالوپرام                                                                           | C                                          |
| سیتریزین                                                                             | B                                          |
| فاموتیدین                                                                            | B                                          |
| فروس سولفات (قرص‌های حاوی آهن مانند فرفولیک و فولیکوفر و ففول و فولایرون و فروگلوبین) | A                                          |
| فوروزماید                                                                            | C                                          |
| فلوکسیتین                                                                            | C                                          |
| فلوکونازول                                                                           | C                                          |
| فنازوپیریدین                                                                         | B                                          |
| فنیل آفرین                                                                           | C                                          |
| فورازولیدون                                                                          | C                                          |
| فیناستراید (پروپشیا یا Finpecia)                                                     | X                                          |
| قرص سرماخوردگی بزرگسالان (Adult Cold)                                                | B                                          |
| کاپتوپریل                                                                            | C                                          |
| کاربامازپین                                                                          | D                                          |
| کتوتیفن                                                                              | C                                          |
| کتوکونازول                                                                           | C                                          |
| کرومولین سدیم                                                                        | B                                          |
| کلردیازپوکساید                                                                       | D                                          |
| کلرفنرآمین                                                                           | B                                          |
| کلرهگزیدین                                                                           | B                                          |
| کلومیپرامین                                                                          | C                                          |
| کلرید سدیم (برای شستشوی بینی)                                                        | C                                          |
| کلسیم دی                                                                             | C                                          |
| کلسیم فورت جوشان                                                                     | A                                          |
| کلوتریمازول                                                                          | B                                          |
| کلومیفن                                                                              | X                                          |
| کلیدینیوم سی                                                                         | D                                          |
| کوآموکسی کلاو                                                                        | B                                          |
| کوتریموکسازول                                                                        | C                                          |
| کوتریموکسازول در اواخر بارداری                                                       | X                                          |
| گاباپنتین                                                                            | C                                          |
| گایافنزین                                                                            | C                                          |
| گلی بنکلامید                                                                         | B                                          |
| لاینسترنول                                                                           | X                                          |
| لوپرامید                                                                             | B                                          |
| لوراتادین                                                                            | B                                          |
| لورازپام                                                                             | D                                          |
| لوزارتان                                                                             | C                                          |
| لوزارتان                                                                             | D (در سه‌ماهه دوم و سوم)                    |
| لوواستاتین، سیمواستاتین و داروهای منتهی به پسوند استاتین (کاهش چربی خون)             | X                                          |
| لووتیروکسین                                                                          | A                                          |
| ماینوکسیدیل                                                                          | C                                          |
| مترونیدازول                                                                          | B                                          |
| متفورمین                                                                             | B                                          |
| متوکاربامول                                                                          | C                                          |
| متوکلوپرامید (پلازیل)                                                                | B                                          |
| متوترکسات                                                                            | X                                          |
| متی مازول                                                                            | D                                          |
| متیل دوپا                                                                            | B                                          |
| متیل سالیسیسلات                                                                      | C                                          |
| متیل فنیدات (ریتالین)                                                                | C                                          |
| مفنامیک اسید                                                                         | C                                          |
| مولتی ویتامین معمولی                                                                 | B                                          |
| مولتی ویتامین مینرال و تراپیوتیک                                                     | A                                          |
| متیروزین                                                                             | C                                          |
| میرتازاپین                                                                           | C                                          |
| ناپروکسن                                                                             | B                                          |
| نالیدیکسیک اسید                                                                      | C                                          |
| نفازولین                                                                             | C                                          |
| نیتروفورانتوئین                                                                      | B                                          |
| نیستاتین                                                                             | B                                          |
| وارفارین                                                                             | X                                          |
| والپروآت سدیم (دپاکین)                                                               | D                                          |
| ویتامین B                                                                            | A                                          |
| مصرف بیش از حد مجاز ویتامین B                                                        | D و حتی X                                  |
| ویتامین C                                                                            | C                                          |
| ویتامین آ د                                                                          | B                                          |
| ویتامین ب ۶                                                                          | A                                          |
| ویتامین ب کمپلکس                                                                     | C                                          |
| ویگاباترین                                                                           | D                                          |
| هپارین                                                                               | C                                          |
| هیدروکسی زین                                                                         | C                                          |
| هیدروکسید منیزیوم                                                                    | B                                          |
| هیدروکلرتیازید                                                                       | B                                          |
| هیدروکورتیزون                                                                        | C                                          |
| هیدروکینون                                                                           | C                                          |
| هیوسین                                                                               | C                                          |
| یدوکینول                                                                             | C                                          |